# ファッション誌編集部物語
『ファッション誌編集部物語』（ふぁっしょんしへんしょうぶものがたり）は、女性チャンネル♪LaLa TVで2012年2月6日から12月3日まで毎週月曜日20:00 - 20:30（JST）に放送されていた情報バラエティ番組。全11回。毎月1回更新。リピート放送あり。
リニューアルしてシーズン2『ファッション誌編集部物語2』が2013年1月9日から12月まで毎週水曜日24:00 - 24:30に放送されていた。

## 概要
前年、新たにLaLa TVのエグゼクティブプロデューサーに就任した栗原美和子が手掛ける2012年オリジナル新番組の1つ。架空の女性向けファッション雑誌編集部を舞台にしたドラマ仕立ての情報番組。雑誌企画という形を借りてコスメ、グルメ、レジャーなど女性向けトレンドをユニークに紹介していく。
エンターテイメント・ユニット「ひらり、空中分解。」のメンバーと『AneCan』専属モデルの有村実樹が、雑誌『LL』の編集部員と専属モデルを演じる。ほかに女性アーティスト集団「NICE GIRL プロジェクト!」のメンバーが読者モデル役で出演する。有村は前年に同局で女性向け生活情報番組『LaLa Luxe』（2011年4月23日 - 12月7日）のMCを務めていた。

## あらすじ
東京のとある出版社（LALA出版）で女性ファッション誌『LL』が創刊されることになった。その編集部に集められたのは一癖も二癖もある6人の男女。彼らはぶつかり合いながらも『LL』の成功に向け日々奮闘する。

## 登場人物

### 『LL』編集部
全員フリーランス契約という設定。
アリムラミキ - 有村実樹
専属モデル。編集長を親のように慕っている。ココ・シャネルを崇拝する。シンが拾った運転免許証から、本名は亜李夢羅魅稀、昭和61年7月31日生まれということが判明した（第6話）。
オオナミ (48) - 大波誠
編集長。これまで数多くの雑誌をヒットさせてきた凄腕。常に何かの薬を飲んでいる虚弱体質。愛娘ミユキの写真を手帳に入れて持ち歩いている。
マッツン (33) - 松川貴弘
オネエ系ファッションエディター。元カリスマ美容師。編集長との付き合いは1番長い。
ハチマン (38) - 八幡朋昭
自称イケメン営業。元ビール会社の敏腕営業マン。女性に対して気が多い。
シン (38) - 若山慎
元山岳写真家の熱血カメラマン。編集長が趣味の登山で知り合う。15年前の第4回新人写真家コンテストで「笑うサボテン」で最優秀作品を受賞している。
アツピー (35) - 坂本充広
超おたくライター。趣味はツイッター。本名は坂本充広。アツピーは家族に子供時代から呼ばれているあだ名。中学校をいじめにより不登校に。その頃より人と会話しなくなる。親に買い与えられたパソコンに目覚め、以来、コンピューター一筋の生活を送るに至った。引きこもり生活のなか始めたブログが広く支持を受け編集長の目にとまり、独特のセンスや文章力を買われて編集部員として参加。その後、好意を寄せるミキがきっかけとなって喋るようになる（第5話）。

### 読者モデル
編集部員と取材ロケに同行する。
- 橋本愛奈(#1,7)
- とっきー（#2,10）
- 岡田ロビン翔子（#3）
- 千代田唯（#4）

### その他
藤堂啓介 - 斎藤工
LALA出版で一番の売り上げを誇る女性ファッション誌「FEMININE」の編集長。ミキを引き抜こうとするが断られて断念する。第7話に登場。
佐戸井けん太
政府の秘密組織の一員。第10,11話に登場。

## スタッフ
- 企画：栗原美和子
- ナレーション：山崎優
- 脚本：金津泰輔
- ロケ技術：八峯テレビ、インテック
- AP：清水逸太郎
- 企画補佐：三浦由里
- ディレクター：鈴木努、高橋貴司、渋谷英史、青木達也、岸川正史
- 演出：平山建司、鈴木努
- プロデューサー：清水逸太郎、田村拓久良、当麻康夫、白石綾子
- 制作協力：THE WORKS
- 制作・著作：LaLa TV